# Виктория Аделаида Шлезвиг-Гольштейнская
Виктория Аделаида Шлезвиг-Гольштейнская (нем. Viktoria Adelheid Helena Louise Maria Frederike von Schleswig-Holstein-Sonderburg-Glücksburg; 31 декабря 1885, Грюнхольц, Шлезвиг-Гольштейн — 3 октября 1970, Грайн, Верхняя Австрия) — старшая дочь герцога Фридриха Фердинанда Шлезвиг-Гольштейн-Глюксбургского (1855—1934).Последняя герцогиня Саксен-Кобург-Готская.

## Биография

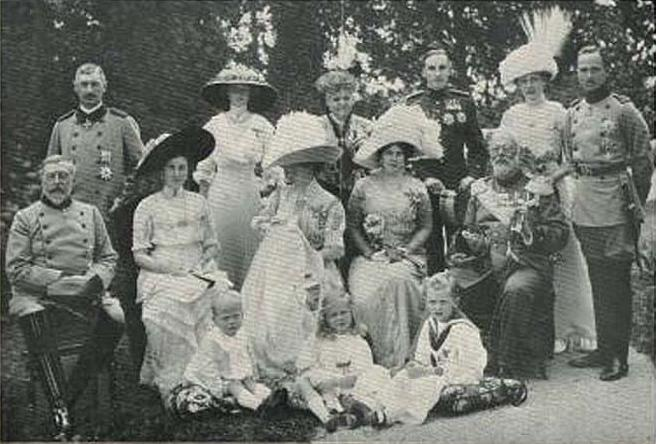
1912 год

Родилась 31 декабря в Гольштейне, Германия.
11 октября 1905 года Виктория Аделаида Шлезвиг-Гольштейнская вышла замуж за Карла Эдуарда, герцога Саксен-Кобург-Готского, единственного сына принца Леопольда — четвёртого сына королевы Виктории.
В 1918 году Карл Эдуард был вынужден отказаться от своего герцогского титула, и после окончания Первой мировой войны их семья стала простыми гражданами. После Второй мировой войны и конфискации их имущества в Восточной Германии Советским Союзом, пара жила в Австрии. Виктория Аделаида до самой смерти мужа ухаживала за ним, так как из тюрьмы Карл Эдуард был выпущен из-за плохого состояния здоровья.
Умерла 3 октября 1970 года в городе Грайн, Австрия.

## Семья
Дети Виктории Аделаиды и Карла Эдуарда:
- наследный принц Иоганн Леопольд (2 августа 1906 — 4 мая 1972),
- принцесса Сибилла (18 января 1908 — 28 ноября 1972), мать короля Швеции Карла XVI Густава,
- принц Губерт (24 августа 1909 — 26 ноября 1943),
- принцесса Каролина Матильда (22 июня 1912 — 5 сентября 1983),
- принц Фридрих (29 ноября 1918 — 23 января 1998).